# Štefan Babjak
Štefan Babjak (7. října 1931 Humenné – 27. dubna 2008) byl slovenský operní pěvec barytonista, operetní a muzikálový zpěvák. Opernímu zpěvu se věnují i tři z jeho pěti dětí – Martin Babjak, Ján Babjak a Terézia Kružliaková.
Štefan Babjak vystudoval bratislavskou konzervatoř a byl členem Divadla Jozefa Gregora Tajovského v Banské Bystrici od roku 1959. Vynikl jako představitel postav Verdiho oper (Posa v Donu Carlosovi, Luna v Trubadúrovi, Jago v Otellovi). Z dalších rolí: Oněgin (Petr Iljič Čajkovskij – Evžen Oněgin), Escamillo (Georges Bizet – Carmen). Uplatnil se též v operetě a věnoval se i koncertní činnosti.

## Operní role
- Oněgin – (Petr Iljič Čajkovskij – Evžen Oněgin)
- Escamillo – (Georges Bizet – Carmen)
- Igor (Alexander Borodin – Kníže Igor)
- Vodník (Antonín Dvořák – Rusalka)
- Valentín – (Charles Gounod – Faust a Markéta)
- Stárek (Leoš Janáček – Její pastorkyňa)
- Štelina (Eugen Suchoň – Krútňava)
- Posa – (Giuseppe Verdi – Don Carlos)
- Rodrigo – (Giuseppe Verdi – Don Carlos)
- Luna – (Giuseppe Verdi – Trubadúr)
- Jago – (Giuseppe Verdi – Othello)
- Rigoletto – (Giuseppe Verdi – Rigoletto)
- Simone Boccanegra – (Giuseppe Verdi – Simone Boccanegra)
- Renato – (Giuseppe Verdi – Maškarní bál)
- Germont – (Giuseppe Verdi – La traviata)

## Operetní role
- Caniche – (Gejza Dusík – Modrá ruža)
- Miško – (Emmerich Kálmán – Čardášová princezna)

## Muzikálové role
- Horác Vandergelder – (Hello, Dolly!)
- Alfréd Doolitl – (My Fair Lady)